# 김훈 (고려)
김훈(金訓, ?~1015년)은 고려 현종 때 무신이다.

## 김훈·최질의 난

### 원인
고려 현종 때 제2차 고려-거란 전쟁 이후 군비(軍費)가 크게 증가하여 관리들에게 지급할 녹봉이 부족해지자, 1014년 황보유의가 중추원사 장연우와 함께 건의하여 경군(京軍) 무신들의 영업전(永業田)을 빼앗아 녹봉에 충당하게 하니 무관들이 크게 불만을 품게 되었다.

### 반란
거란과의 싸움에서 공이 높았던 김훈과 최질(崔質)은 전공으로 여러 무반 관직을 거쳐 상장군에 임명되었으나, 문반의 지위에는 오르지 못했기 때문에 불만을 품고 있었다. 1014년 11월, 김훈과 최질은 박성(朴成)·이협(李協)·이상(李翔)·이섬(李暹)·석방현(石邦賢)·최가정(崔可貞)·공문(恭文)·임맹(林猛) 등과 함께 영업전을 빼앗긴 것을 구실로 무인들의 분노를 부추긴 후 제위(諸衛)의 군사들을 꾀어 북을 치고 함성을 지르며 궁궐로 난입했다.
그들은 장연우와 황보유의를 결박하고 매를 때려 거의 죽게 하였고, 편전 안에 들어가 현종에게 거란과의 전공이 높은데도 상을 받기는커녕 영업전을 빼앗긴 억울함을 호소하며, 무신도 공이 높으면 문신처럼 높은 품계를 받을 수 있도록 해달라고 하였다.
| “ | 황보유의 등이 우리들의 영업전을 빼앗은 것은 사실상 자신의 이익을 도모한 일이지 결코 조정의 이익을 위한 일이 아닙니다. 만약 발뒷꿈치를 잘라서 신발에 억지로 맞춘다면 몸체는 어찌 되겠습니까? 모든 군사들의 마음이 흉흉하여 분노와 원한을 이기지 못하니, 청하옵건대 나라를 좀먹는 자를 없애셔서 많은 사람들의 마음을 풀어주소서. | ” |

현종은 무신들이 자신을 해칠까봐 두려워 그들의 뜻을 수락하고, 장연우와 황보유의를 제명하고 귀양 보냈다.

### 결말
1015년 3월, 현종은 서경 유수판관 이자림에게 밀명을 내린 후 공이 높은 무신들을 위로한다면서 서경에서 연희를 베풀어 고위 무신들을 불렀다. 잔치가 무르익어 무신들이 술에 취하게 되자 이자림이 이들을 주살했는데, 김훈·최질·이협·최가정·임맹 등 19명의 장군들이 살해되었다.

### 영향
김훈·최질의 반란(1014년 11월 ~ 1015년 3월)은 당시의 무신들이 문신들과 불평등 관계에 놓여 있음을 알 수 있는 사건이다. 이 사건으로 고려에서는 문치가 확고해졌고, 155년 후인 1170년 무신의 난이 일어났다. 《요사》에 따르면 거란은 이 사실을 탐지했고 3차 침공에 대한 주장이 거란 조정에서 힘을 얻게 되었다.

## 김훈이 등장한 작품
- 《천추태후》(KBS, 2009년~2009년, 배우:박철호)
- 《고려거란전쟁》(KBS, 2023년~2024년, 배우:류성현)